# District de Machinga

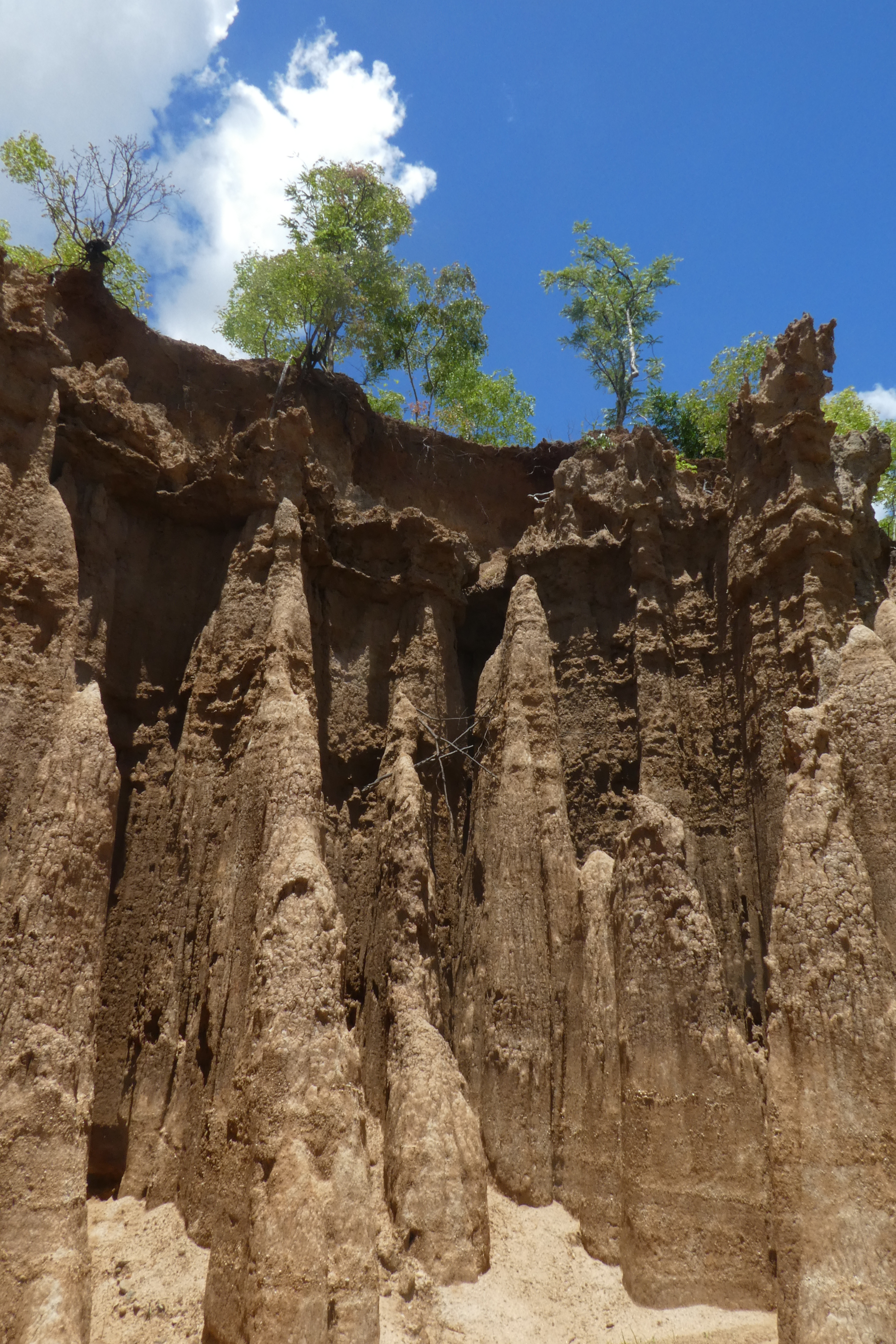
Les piliers Chikala

Machinga est un district du Malawi.